# 萨马拉普拉姆
萨马拉普拉姆（Samalapuram），是印度泰米尔纳德邦Coimbatore县的一个城镇。总人口14816（2001年）。

## 人口
该地2001年总人口14816人，其中男性7559人，女性7257人；0—6岁人口1484人，其中男756人，女728人；识字率64.90%，其中男性为67.42%，女性为62.27%。